# 通卡邦
通卡邦是伊朗的城市，位於該國北部裡海沿岸，由馬贊德蘭省負責管轄，距離首都德黑蘭257公里，主要經濟活動是旅遊業，農產品有稻米和橙，2006年人口37,860。

## 外部連結
- High quality photo gallery of Tonekabon
- Gallery of Tonekabon （页面存档备份，存于）
- http://toniau.ac.ir/ Islamic Azad University of Tonekabon[]